# Championnat de Tunisie de football 2024-2025
Navigation
Saison précédente Saison suivante
La saison 2024-2025 du championnat de Tunisie de football est la 70e édition de la première division tunisienne à poule unique, la Ligue Professionnelle 1. 
Les seize meilleurs clubs tunisiens jouent les uns contre les autres à deux reprises durant la saison, à domicile et à l'extérieur. En fin de saison, les deux derniers du classement sont relégués et remplacés par les deux meilleurs clubs de la Ligue Professionnelle 2.
Les équipes promues de deuxième division sont la Jeunesse sportive d'El Omrane, qui effectue sa première saison dans l'élite, ainsi que l'Espérance sportive de Zarzis et l'Avenir sportif de Gabès qui effectuent leurs retour dans l'élite après respectivement deux et cinq ans d'absence.
L'Espérance sportive de Tunis est le tenant du titre. Les deux premiers du classement se qualifient pour la Ligue des champions 2025-2026 tandis que le troisième et le quatrième participent à la coupe de la confédération 2025-2026.

## Clubs participants
| \| CA JSO EST ST CAB ESS USM ESZ CSS ESM USBG UST ASS EGSG OB ASG \| Localisation des clubs engagés dans le championnat. |
| CA JSO EST ST CAB ESS USM ESZ CSS ESM USBG UST ASS EGSG OB ASG                                                           |

Les douze premiers du championnat 2023-2024 accompagné des deux premiers du championnat de Ligue II 2023-2024 participent à la compétition ainsi que les vainqueurs des deux matchs de barrages.
| Club                           | Dernière montée | Classement 2023-2024 | Entraîneur               | Depuis | Stade                       | Capacité théorique | Ville       |
| ------------------------------ | --------------- | -------------------- | ------------------------ | ------ | --------------------------- | ------------------ | ----------- |
| Espérance sportive de Tunis    | 1971            | 1er                  | Miguel Cardoso           | 2024   | Stade olympique de Radès    | 60 000             | Tunis       |
| Union sportive monastirienne   | 2017            | 3e                   | Mohamed Sahli            | 2024   | Stade Mustapha-Ben-Jannet   | 25 000             | Monastir    |
| Club sportif sfaxien           | 1947            | 2e                   | Alexander Santos         | 2024   | Stade Taïeb-Mehiri          | 22 000             | Sfax        |
| Stade tunisien                 | 2022            | 6e                   | Maher Kanzari            | 2024   | Stade Chedly-Zouiten        | 20 000             | Le Bardo    |
| Étoile sportive du Sahel       | 1962            | 4e                   | Hamadi Dhaou             | 2024   | Stade olympique de Sousse   | 40 000             | Sousse      |
| Club africain                  | 1937            | 6e                   | David Bettoni            | 2024   | Stade olympique de Radès    | 60 000             | Tunis       |
| Olympique de Béja              | 2020            | 7e                   | Nassif Bayaoui           | 2024   | Stade Boujemaa-Kmiti        | 10 000             | Béja        |
| Club athlétique bizertin       | 1990            | 8e                   | Imed Ben Younes          | 2021   | Stade du 15-Octobre         | 20 000             | Bizerte     |
| El Gawafel sportives de Gafsa  | 2023            | 9e                   | Sofiene Hidoussi         | 2024   | Stade olympique de Gafsa    | 7 000              | Gafsa       |
| Union sportive de Tataouine    | 2018            | 10e                  |                          | 2019   | Stade Néjib-Khattab         | 5 000              | Tataouine   |
| Étoile sportive de Métlaoui    | 2013            | 11e                  | Mondher Makhlouf         | 2024   | Stade municipal de Métlaoui | 5 000              | Métlaoui    |
| Union sportive de Ben Guerdane | 2015            | 12e                  | Fakhreddine Galbi        | 2024   | Stade du 7-Mars             | 10 000             | Ben Gardane |
| Avenir sportif de Soliman      | 2019            | 13e                  | Wajdi Bouazzi            | 2024   | Stade municipal de Soliman  | 3 000              | Soliman     |
| Jeunesse sportive d'El Omrane  | 2024            | 1er-Groupe A (L2)    | Lotfi Kadri              | 2023   | Stade Chedly-Zouiten        | 18 000             | Tunis       |
| Espérance sportive de Zarzis   | 2024            | 1er-Groupe B (L2)    | Anis Boujelbene          | 2024   | Stade Jlidi                 | 7 000              | Zarzis      |
| Avenir sportif de Gabès        | 2024            | 2e-Groupe B (L2)     | Abdelmajid-Eddine Jilani | 2024   | Stade olympique de Gabès    | 15 000             | Gabès       |

- Ligue des champions de la CAF
- Coupe de la confédération
- Promu de la Ligue II 2023-2024

## Calendrier
Calendrier publié le 15 août 2024

## Compétition

### Règlement
Le classement est calculé avec le barème de points suivant : une victoire vaut trois points, le match nul un. La défaite ne rapporte aucun point.
À égalité de points, les critères de départage sont les suivants :
1. plus grand nombre de points dans les confrontations directes ;
2. plus grand nombre de buts dans les confrontations directes ;
3. plus grande différence de buts dans les matchs de la phase aller ;
4. plus grand nombre de buts marqués dans la phase aller;
5. plus grande différence de buts générale ;
6. plus grand nombre de buts marqués ;
7. meilleur classement fair-play ;
8. tirage au sort pour départager les équipes en cas d'égalité absolue.

### Classement
Source : Fédération tunisienne de football.
| Rang | Équipe                   | Pts | J  | G  | N  | P  | Bp | Bc | Diff |
| ---- | ------------------------ | --- | -- | -- | -- | -- | -- | -- | ---- |
| 1    | Espérance de Tunis T S C | 66  | 30 | 19 | 9  | 2  | 57 | 22 | +35  |
| 2    | US Monastir              | 62  | 30 | 17 | 11 | 2  | 42 | 11 | +31  |
| 3    | Étoile du Sahel          | 61  | 30 | 19 | 4  | 7  | 45 | 24 | +21  |
| 4    | Club africain            | 54  | 30 | 15 | 9  | 6  | 34 | 19 | +15  |
| 5    | ES Zarzis P              | 54  | 30 | 19 | 6  | 8  | 38 | 29 | +9   |
| 6    | Stade tunisien           | 49  | 30 | 13 | 10 | 7  | 29 | 21 | +8   |
| 7    | CS Sfax                  | 44  | 30 | 11 | 11 | 8  | 31 | 19 | +12  |
| 8    | ES Métlaoui              | 43  | 30 | 11 | 10 | 9  | 32 | 27 | +5   |
| 9    | CA Bizerte               | 35  | 30 | 9  | 8  | 13 | 29 | 28 | +1   |
| 10   | AS Soliman               | 31  | 30 | 7  | 10 | 13 | 18 | 38 | -20  |
| 11   | US Ben Guerdane          | 30  | 30 | 6  | 12 | 12 | 28 | 33 | -5   |
| 12   | Olympique de Béja        | 29  | 30 | 7  | 8  | 15 | 19 | 37 | -18  |
| 13   | AS Gabès P               | 26  | 30 | 6  | 8  | 16 | 18 | 38 | -20  |
| 14   | JS El Omrane P           | 26  | 30 | 4  | 14 | 12 | 25 | 46 | -21  |
| 15   | EGS Gafsa                | 22  | 30 | 6  | 4  | 20 | 24 | 43 | -19  |
| 16   | US Tataouine             | 19  | 30 | 5  | 4  | 21 | 19 | 53 | -34  |

Qualifications africaines
- 1er et 2e : Qualifiés pour la Ligue des champions 2025-2026
- 3e et 6e : Qualifié pour la coupe de la confédération 2025-2026

Relégation
- 15e et 16e : Relégué en Ligue II

Abréviations
- T : Tenant du titre
- C : Vainqueur de la coupe de Tunisie 2024-2025
- S : Vainqueur de la Supercoupe de Tunisie 2023-2024
- P : Promus de Ligue II 2023-2024

### Matchs
| Résultats (▼dom., ►ext.)                                   | EST | USM | CSS | ST  | ESS | CA  | OB  | CAB | UST | EGSG | ESM | USBG | ASS | JSO | ESZ | ASG |
| EST                                                        |     | 0-0 | 1-0 | 2-2 | 3-0 | 2-2 | 1-1 | 0-0 | 3-0 | 1-0  | 3-2 | 1-1  | 4-2 | 2-0 | 4-2 | 2-1 |
| USM                                                        | 0-2 |     | 1-1 | 1-0 | 1-0 | 1-0 | 1-0 | 3-1 | 4-1 | 2-0  | 1-1 | 2-1  | 3-0 | 7-0 | 0-0 | 5-0 |
| CSS                                                        | 0-1 | 0-0 |     | 1-2 | 0-1 | 0-1 | 0-0 | 0-0 | 2-0 | 2-0  | 2-0 | 1-1  | 1-0 | 0-0 | 1-1 | 1-0 |
| ST                                                         | 0-1 | 0-0 | 1-1 |     | 1-3 | 1-0 | 3-0 | 1-0 | 3-1 | 3-1  | 1-0 | 1-0  | 1-0 | 0-0 | 1-1 | 2-1 |
| ESS                                                        | 0-2 | 1-0 | 0-1 | 0-1 |     | 2-2 | 0-1 | 1-0 | 2-0 | 1-1  | 2-1 | 2-1  | 2-0 | 3-0 | 0-1 | 2-0 |
| CA                                                         | 1-3 | 0-0 | 0-0 | 1-0 | 0-2 |     | 2-0 | 1-0 | 1-0 | 2-1  | 3-0 | 2-0  | 4-2 | 2-0 | 1-0 | 1-0 |
| OB                                                         | 0-5 | 1-3 | 1-2 | 0-0 | 0-2 | 1-1 |     | 0-0 | 1-2 | 3-1  | 0-1 | 0-0  | 0-0 | 2-1 | 1-2 | 1-0 |
| CAB                                                        | 2-1 | 0-0 | 1-1 | 1-1 | 1-2 | 1-0 | 3-0 |     | 3-1 | 1-0  | 1-1 | 0-1  | 0-0 | 4-1 | 1-2 | 2-0 |
| UST                                                        | 0-2 | 0-1 | 0-0 | 1-2 | 1-2 | 0-1 | 1-0 | 2-0 |     | 0-1  | 0-3 | 2-1  | 0-3 | 2-4 | 1-1 | 1-2 |
| EGSG                                                       | 0-3 | 0-1 | 0-1 | 0-1 | 0-2 | 0-3 | 0-2 | 2-0 | 2-0 |      | 2-0 | 2-1  | 4-0 | 0-0 | 1-3 | 0-1 |
| ESM                                                        | 1-1 | 0-0 | 2-1 | 0-0 | 0-0 | 1-2 | 2-0 | 2-0 | 3-1 | 2-1  |     | 1-1  | 2-0 | 1-0 | 1-0 | 2-1 |
| USBG                                                       | 1-1 | 0-0 | 0-2 | 0-0 | 1-3 | 0-2 | -   | -   | 2-0 | -    | -   |      | 2-0 | 1-1 | -   | -   |
| ASS                                                        | 1-2 | 0-1 | 1-4 | 0-2 | 0-0 | -   | -   | 0-2 | -   | 1-1  | 1-0 | -    |     | -   | -   | 0-0 |
| JSO                                                        | 2-2 | 1-2 | 1-0 | -   | -   | 1-1 | -   | 1-1 | -   | 2-1  | 0-0 | -    | 0-0 |     | 0-1 | 2-2 |
| ESZ                                                        | 1-0 | 1-2 | -   | 2-0 | 2-3 | 1-0 | -   | 1-0 | -   | 1-0  | -   | 2-2  | 1-0 | -   |     | 2-0 |
| ASG                                                        | 0-3 | 0-0 | 2-2 | -   | -   | 0-1 | -   | 0-1 | 2-1 | 0-0  | 1-0 | 1-1  | 1-2 | -   | -   |     |
| - Victoire à domicile - Match nul - Victoire à l'extérieur |     |     |     |     |     |     |     |     |     |      |     |      |     |     |     |     |

### Domicile et extérieur
Voici le classement des performances des équipes, respectivement à domicile et à l'extérieur.
| Rang | Équipe               | Pts | J | G | N | P | Bp | Bc | Diff |
| ---- | -------------------- | --- | - | - | - | - | -- | -- | ---- |
| 1    | AS Gabès P           | 0   | 0 | 0 | 0 | 0 | 0  | 0  | 0    |
| 2    | AS Soliman           | 0   | 0 | 0 | 0 | 0 | 0  | 0  | 0    |
| 3    | Club africain        | 0   | 0 | 0 | 0 | 0 | 0  | 0  | 0    |
| 4    | CA Bizerte           | 0   | 0 | 0 | 0 | 0 | 0  | 0  | 0    |
| 5    | CS Sfax              | 0   | 0 | 0 | 0 | 0 | 0  | 0  | 0    |
| 6    | EGS Gafsa            | 0   | 0 | 0 | 0 | 0 | 0  | 0  | 0    |
| 7    | ES Métlaoui          | 0   | 0 | 0 | 0 | 0 | 0  | 0  | 0    |
| 8    | Étoile du Sahel      | 0   | 0 | 0 | 0 | 0 | 0  | 0  | 0    |
| 9    | Espérance de Tunis T | 0   | 0 | 0 | 0 | 0 | 0  | 0  | 0    |
| 10   | ES Zarzis P          | 0   | 0 | 0 | 0 | 0 | 0  | 0  | 0    |
| 11   | JS El Omrane P       | 0   | 0 | 0 | 0 | 0 | 0  | 0  | 0    |
| 12   | Olympique de Béja    | 0   | 0 | 0 | 0 | 0 | 0  | 0  | 0    |
| 13   | Stade tunisien       | 0   | 0 | 0 | 0 | 0 | 0  | 0  | 0    |
| 14   | US Ben Guerdane      | 0   | 0 | 0 | 0 | 0 | 0  | 0  | 0    |
| 15   | US Monastir          | 0   | 0 | 0 | 0 | 0 | 0  | 0  | 0    |
| 16   | US Tataouine         | 0   | 0 | 0 | 0 | 0 | 0  | 0  | 0    |

| Rang | Équipe               | Pts | J | G | N | P | Bp | Bc | Diff |
| ---- | -------------------- | --- | - | - | - | - | -- | -- | ---- |
| 1    | AS Gabès P           | 0   | 0 | 0 | 0 | 0 | 0  | 0  | 0    |
| 2    | AS Soliman           | 0   | 0 | 0 | 0 | 0 | 0  | 0  | 0    |
| 3    | Club africain        | 0   | 0 | 0 | 0 | 0 | 0  | 0  | 0    |
| 4    | CA Bizerte           | 0   | 0 | 0 | 0 | 0 | 0  | 0  | 0    |
| 5    | CS Sfax              | 0   | 0 | 0 | 0 | 0 | 0  | 0  | 0    |
| 6    | EGS Gafsa            | 0   | 0 | 0 | 0 | 0 | 0  | 0  | 0    |
| 7    | ES Métlaoui          | 0   | 0 | 0 | 0 | 0 | 0  | 0  | 0    |
| 8    | Étoile du Sahel      | 0   | 0 | 0 | 0 | 0 | 0  | 0  | 0    |
| 9    | Espérance de Tunis T | 0   | 0 | 0 | 0 | 0 | 0  | 0  | 0    |
| 10   | ES Zarzis P          | 0   | 0 | 0 | 0 | 0 | 0  | 0  | 0    |
| 11   | JS El Omrane P       | 0   | 0 | 0 | 0 | 0 | 0  | 0  | 0    |
| 12   | Olympique de Béja    | 0   | 0 | 0 | 0 | 0 | 0  | 0  | 0    |
| 13   | Stade tunisien       | 0   | 0 | 0 | 0 | 0 | 0  | 0  | 0    |
| 14   | US Ben Guerdane      | 0   | 0 | 0 | 0 | 0 | 0  | 0  | 0    |
| 15   | US Monastir          | 0   | 0 | 0 | 0 | 0 | 0  | 0  | 0    |
| 16   | US Tataouine         | 0   | 0 | 0 | 0 | 0 | 0  | 0  | 0    |

## Statistiques
Mise à jour le 20 février 2025
|     | Buteur           | Club                              | Buts |
| --- | ---------------- | --------------------------------- | ---- |
| 1er | Hazem Mastouri   | US Monastir                       | 12   |
| 2e  | Youssef Snana    | ES Zarzis                         | 9    |
| 3e  | Achref Jabri     | ES Zarzis puis Espérance de Tunis | 8    |
| 3e  | Firas Chaouat    | Étoile du Sahel                   | 8    |
| 5e  | Youssouf Oumarou | Stade tunisien                    | 7    |
| 5e  | Nassim Souid     | US Ben Guerdane                   | 7    |
| 7e  | Youcef Belaïli   | Espérance de Tunis                | 5    |
| 7e  | Omar Abid        | Étoile du Sahel                   | 5    |
| 7e  | Bilel Aït Malek  | Club africain                     | 5    |
| 7e  | Rabii Homri      | Olympique de Béja                 | 5    |

## Bilan de la saison
Les données ci-dessous sont vouées à évoluer au fur et à mesure du déroulement de la saison.
- Champion :
- Champion d'automne : Stade tunisien (33 points)
- Meilleure attaque :
- Meilleure défense :
- Plus mauvaise attaque :
- Plus mauvaise défense :
- Premier but de la saison : 
  -  Ahmed Mazhoud   40e pour l'Étoile sportive de Métlaoui conte l'Avenir sportif de Soliman (2-0), le 31 août 2024 (1re journée).
- Dernier but de la saison :
- Premier doublé :
  -  Achref Jabri   46e   71e pour l'Espérance sportive de Zarzis contre l'El Gawafel sportives de Gafsa (1-3) le 14 septembre 2024 (2e journée).
- Doublés de la saison :
- Triplés de la saison :
- But le plus rapide d'une rencontre : 19 secondes
  -  Youssef Snana   pour l'Espérance sportive de Zarzis contre l'El Gawafel sportives de Gafsa (1-3) le 14 septembre 2024 (2e journée).
- But le plus tardif d'une rencontre :
- Journée de championnat la plus riche en buts :
- Journée de championnat la plus pauvre en buts :
- Nombre de buts inscrits durant la saison :
- Plus grand nombre de buts dans une rencontre :
- Plus grande série de victoires :
- Plus grande série de défaites :
- Plus grande série de matchs sans défaite :
- Plus grande série de matchs sans victoire :
- Plus grande série de matchs avec au moins un but marqué :
- Plus grande série de matchs sans but marqué :

| Championnat de Tunisie de football 2024-2025                        |         |
| Champion                                                            | Á venir |
| Qualifications continentales                                        |         |
| Ligue des champions de la CAF 2025-2026                             | Á venir |
| Ligue des champions de la CAF 2025-2026                             | Á venir |
| Coupe de la confédération 2025-2026                                 | Á venir |
| Coupe de la confédération 2025-2026                                 | Á venir |
| Promotions et relégations                                           |         |
| Promus en Championnat de Tunisie de football                        | Á venir |
| Promus en Championnat de Tunisie de football                        | Á venir |
| Relégués en Championnat de Tunisie de football de deuxième division | Á venir |
| Relégués en Championnat de Tunisie de football de deuxième division | Á venir |